# 테드 레인지

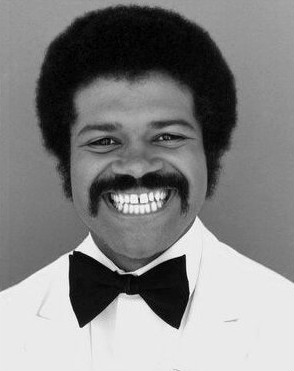

테드 랜지(Ted Lange, 영어 발음: /lændʒ/, 1948년 1월 5일 ~ )는 미국의 영화 감독, 각본가, 배우이다.
오클랜드에서 태어났다.

## 출연 작품
- 스탭스 오브 페이스 (2014년)
- 에이미를 위한 사랑 (2009년)
- 엄브웨키의 모험 (2009년)
- 시니어 스킵 데이 (2008년)
- 못말리는 섹스 아카데미 2 (2006년)
- 드레이크와 조시 (2004년)
- 샌드맨 (1998년)
- 오델로 (1989년)
- 산타의 나들이 (1989년)
- 블레이드 (1973년)

### 텔레비전
- 더 폴 가이 (1981년)
- 사랑의 유람선 (1977년)
- 이브